# Tajama Abraham
Tajama Ethia Abraham, coniugata Ngongba (Saint Croix, 27 settembre 1975), è un'ex cestista e allenatrice di pallacanestro americo-verginiana.

## Carriera
È stata selezionata dalle Sacramento Monarchs al quarto giro del Draft WNBA 1997 (31ª scelta assoluta).
Ha giocato in WNBA con Sacramento e Detroit, in Serie A1 con Priolo Gargallo e in IWBL con Ramat Hasharon.